# چا ۱۱۰۹۱۳–۷۷۳۴۴۴
چا ۱۱۰۹۱۳–۷۷۳۴۴۴ یک ستاره است که در صورت فلکی آفتاب‌پرست قرار دارد.